# Jolanta Szadkowska
Jolanta Krystyna Szadkowska, po mężu Piączkowska (ur. 17 lutego 1952) – polska lekkoatletka, wieloboistka, medalistka mistrzostw Polski.

## Kariera sportowa
Była zawodniczką Skry Warszawa.
Na mistrzostwach Polski seniorów na otwartym stadionie zdobyła jeden medal: brązowy w pięcioboju w 1972. 
Rekord życiowy w biegu na 100 metrów przez płotki: 14,11 (08.08.1973).